# Santa Bàrbara de Perellós

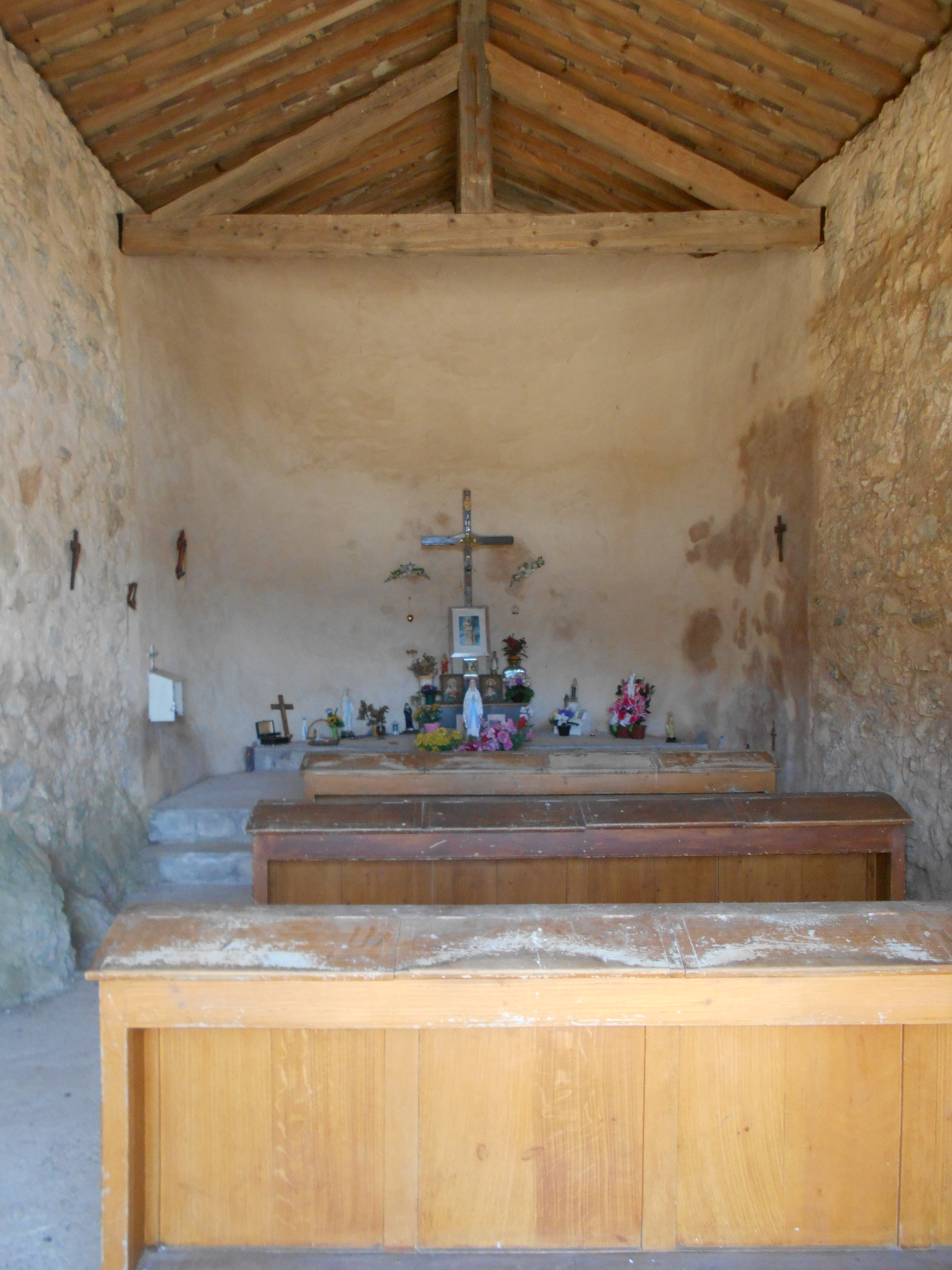
Interior de la capella

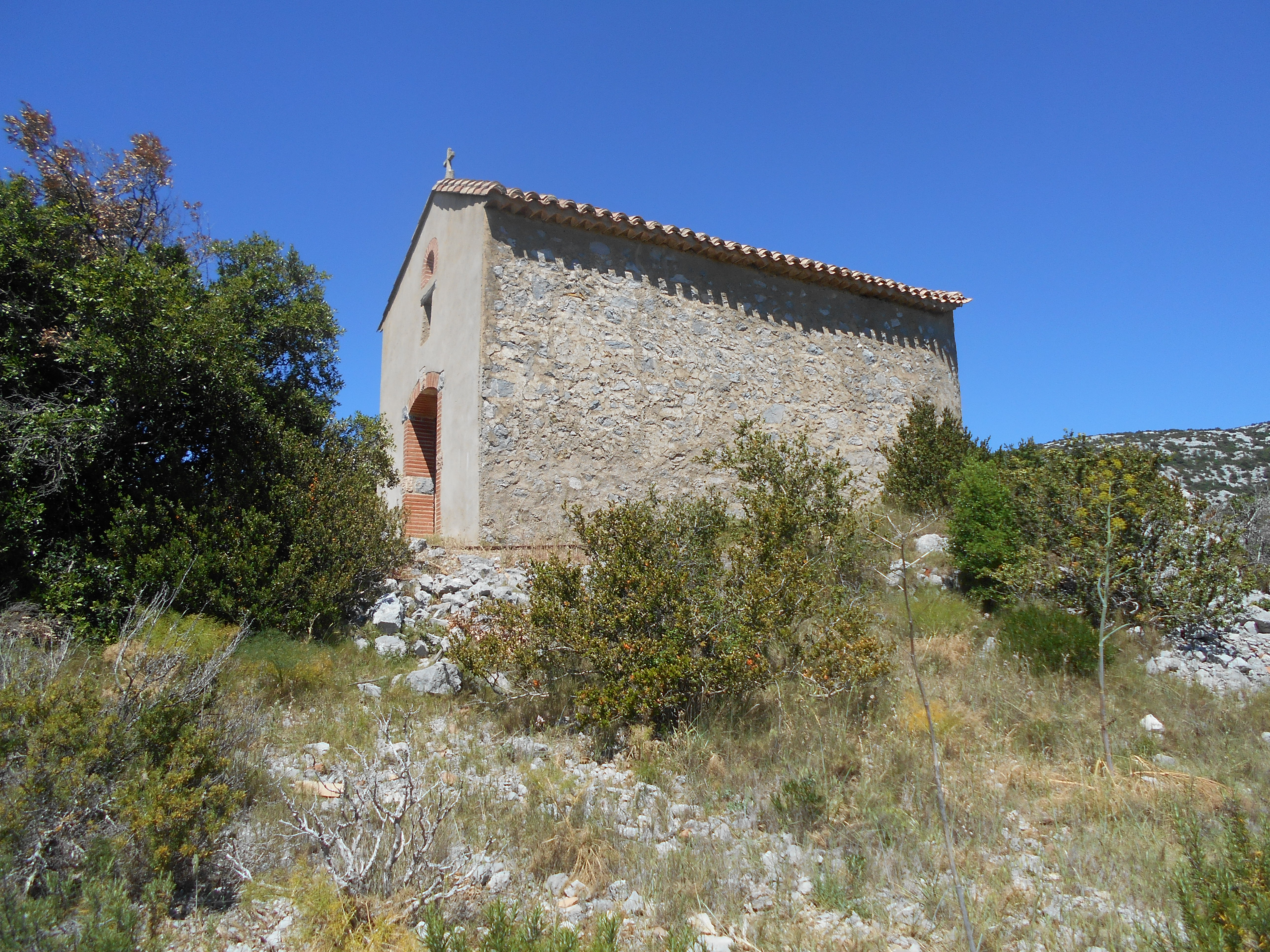
La capella, dalt del turonet rocós

Santa Bàrbara de Perellós és una capella isolada del poble de Perellós, pertanyent al terme comunal d'Òpol i Perellós, a la comarca del Rosselló, de la Catalunya del Nord.
Està situada uns 500 metres en línia recta al nord-est del poble de Perellós, a prop del camí que des d'Òpol s'adreça al poble de Perellós.
És una capella d'una sola nau, amb capçalera recta a l'extrem est de la nau, coberta amb fusta.